# 滋賀里遺跡
滋賀里遺跡（しがさといせき）は、滋賀県大津市にある縄文時代から平安時代までの複合遺跡。
縄文時代の墓地では、土に穴を掘り遺体を直接納めた土坑墓（どこうぼ）や土器を棺として納めた甕棺墓（かめかんぼ）、貝塚が見つかっている。
弥生時代の方形周溝墓、古墳時代から奈良時代、平安時代の集落も見つかっている。
滋賀里遺跡から多く出土する土器は「滋賀里式」と呼ばれ、近畿地方の縄文時代晩期（現代から約3000年前）の時代を決める基準の土器となっている。